# Sheridan (Michigan)
Pour les articles homonymes, voir Sheridan.
Sheridan est un village du comté de Montcalm, dans l'État du Michigan, aux États-Unis. En 2020, il comptait une population de 692 habitants.